# Number 9 Dream
〈#9 Dream〉는 존 레논이 쓰고 그의 1974년도 음반 《Walls and Bridges》에 실려 처음 발표된 노래다. 음반의 발매 한 달 뒤에 애플 레코드를 통하여 두 번째로 싱글컷 되었으며, 미국에서는 카탈로그 Apple 1878로, 영국에서는 Apple R6003로 표기되었다. 싱글은 미국에서 빌보드 핫 100에서 9위까지, 캐쉬박스 탑 100에서 10위까지 올랐으며, 영국에서는 영국 싱글 차트에서 23위까지, 캐나다에서는 35위까지 올라 히트했다.
2003년에 노래의 영상이 제작되었다.

## 배경
〈#9 Dream〉는 레논의 꿈에서 탄생했다. 레논은 곡이 "영감원 없이" 그저 "써진 것(churned out)"이라고 말했다.
이건 제가 소위 글쓰기 솜씨라고 부르는 것을 발휘한 것입니다. 그러니까, 그저 한 번 써본 것일 뿐이라는 것이죠. 뭔가 의미를 담으려는 의도가 아니라, 그 자체로 완성된 것이었고, 바닥에 앉아 썼습니다. 꿈에서 기반을 두었지만 실제적인 영감은 일절 없었다고 말씀드릴 수 있군요.— 존 레논, 1980년, BBC에서

메이 팡의 웹사이트에 따르면 곡에는 〈So Long Ago〉와 〈Walls & Bridges〉라는 두 개의 가제가 존재했다. 팡은 후렴의 반복구인 "Ah! böwakawa poussé, poussé"가 레논의 꿈에서 유래하는 것이며 특별한 의미가 담겨있는 것은 아니라고 밝혔다. 팡은 캐피틀 레코드의 앨 쿠리가 처음에는 후렴에 존재하는 "pussy"라는 단어의 사용을 반대했으나, 스튜디오 엔지니어 로이 시칼라의 아내인 로리 버튼이 외국어로서 "poussé"를 부르면 어떻겠냐 제안하여 가사를 지킬 수 있었다고도 덧붙였다.
이 곡은 레논이 가장 좋아하는 곡 중 하나로 남았지만, 그는 이후에 곡이 "일회용"이었다고 주장했다. 팡은 곡의 작곡 상황을 이렇게 묘사했다. "이건 존이 사랑하는 곡 중 하나에요. 말 그대로 그의 꿈 속에서 나온 것이었기 때문이죠. 그는 잠에서 깨어나 멜로디와 함께 단어들을 쭉 쓰기 시작했어요. 그는 이게 무슨 뜻인지는 모르겠으나, 그 곡조 하나만큼은 기가 막히다고 느꼈어요."

## 내용
지미 클리프가 원곡자인 〈Many Rivers to Cross〉를 헤리 닐슨 버전으로 써 주었던 레논은 여기서의 현악 편곡을 마음에 들어했고, 그래서 이를 곡에 혼합하기로 결심했다. 백 보컬은 당시 레논의 동반자였던 메이 팡이 제공해 주었다. 레논은 자신의 꿈에 기반을 두며 노래를 쓰고 편곡했으며, 이같은 이유로 후렴에서 첼로를 사용하는 등 제목과 분위기에서 꿈의 느낌을 살리고 싶어했다. 또한 곡은 레논이 제작한 상당수의 곡과는 달리 크게 공들여 제작되었다.

## 차트 성적
| 차트 (1974–75)        | 최고 순위 |
| --------------------- | --------- |
| 캐나다                | 35        |
| 영국                  | 23        |
| 미국 빌보드 핫 100    | 9         |
| 미국 캐쉬 박스 탑 100 | 10        |

| 차트 (1989) | 최고 순위 |
| ----------- | --------- |
| 호주        | 21        |

| 차트 (1975)                    | 순위 |
| ------------------------------ | ---- |
| 미국 (조엘 위드번의 팝 애뉴얼) | 101  |

## 참여 인원
원 녹음에서 기여한 음악가는 다음과 같다.
- 존 레논 – 보컬, 통기타
- 44번지 거리 페어리즈 레논, 메이 팡, 로리 버튼, 조리 댐브라 – 백 보컬
- 켄 애셔 – 클라비넷
- 제시 에드 데이비스 – 기타
- 니키 홉킨슨 – 전자 피아노
- 아서 제킨슨 – 타악기
- 짐 켈트너 – 드럼
- 보디 키스 – 색소폰
- 에디 모튜 – 통기타
- 클라우스 부어만 – 베이스 기타